# Whatever You Want (chanson de Pink)
Singles de P!nk
Beautiful Trauma
(2017) Secrets
(2018)
Pistes de Beautiful Trauma
Revenge What About Us
Whatever You Want est une chanson écrite par la chanteuse américaine P!nk pour son septième album studio Beautiful Trauma, dont il est le troisième single. Il sort le 5 octobre 2017.
La vidéo officielle sort le 1er mars 2018. On y voit des extraits des prestations de 2017 (tournée d'été et Super Bowl), ainsi que les répétitions pour la tournée 2018, le Beautiful Trauma World Tour.

## Liste des pistes
| 1. | Whatever You Want | P!nk, Max Martin, Shellback | 4:02 |

## Classements
| Classement (2017)            | Meilleure position |
| ---------------------------- | ------------------ |
| Australie (ARIA)             | 44                 |
| France (SNEP)                | 84                 |
| Suisse (Schweizer Hitparade) | 79                 |